# 청계 (재단법인)
청계재단(淸溪財團, Lee Myung-bak & Kim Yoon-ok Foundation, 약칭 Lee&Kim Foundation)은 한국의 17대 대통령인 이명박이 자신의 부동산 등 재산 330여억원을 출연해 2009년 8월 설립한 장학과 복지사업을 위한 재단이다. 청계재단의 '청계'는 이명박의 새로운 호인 '淸溪'를 뜻하는 것이다.

## 개요
2007년 한나라당의 대선 후보였던 이명박은 막바지에 "자신이 BBK를 설립했다."고 말하는 광운대 동영상이 유포되면서 위기를 맞았다. 이명박은 12월 7일, 대선을 10여일가량 남겨둔 시점에서 "우리는 내외가 살아갈 집 한 칸이면 족해 그 외 가진 재산 전부를 내놓겠다"며 "대통령 당락에 관계없이 약속을 지키겠다"고 전 재산 기부공약을 내걸었다. 이 소식은 해외 언론에서도 큰 화제가 됐으며, 당시에는 '매표행위'라는 비판을 받은 바 있다.
이명박은 대통령 취임 후에 야당으로부터 '전 재산 사회환원' 공약을 지키라는 압박을 받아왔으며, 청계재단이 설립된 것은 임기 2년차에 접어든 2009년 7월이었다. 1000억원 대의 재산가로 알려진 이 전 대통령은 자신이 소유한 서울 서초동 영포빌딩과 대명주빌딩, 양재동 영일빌딩 등 감정평가액 395억원의 자산에서 채무를 제외한 금액기준으로 331억4200만원 상당의 자산을 청계재단에 출연했다.

## 활동
국가 유공자나 독립 운동가 자손, 다문화 가정과 소년소녀 가장，새터민(탈북자), 환경미화원 자녀 등 어려운 환경의 청소년들에 대한 장학 사업을 주목적으로 하며, 중, 고등학생을 지원대상으로 하고 있다.
재단설립추진위원장이었던 송정호 전 법무부 장관이 이사장을 맡고, 11명으로 이사진이 꾸려졌다.
청계재단은 2010년 3월 12일 첫 번째 장학생 451명을 선발했다. 이 재단의 송정호 이사장에 따르면 국가유공자 자녀, 다문화가정 자녀, 소년소녀가장, 탈북자 자녀, 조손가정 자녀 등을 위주로 중학생 218명과 고등학생 233명을 장학금 지급 대상자로 확정했으며, 총 6억 4천여만원이 장학금으로 지급된다고 했다.

## 이사진[8]
- 이사장 - 송정호(전 법무장관)
- 이사 - 김도연(전 교육과학기술부장관), 박미석(전 대통령사회정책수석), 이왕재(서울대 교수), 문애란(전 광고협회장), 유장희(현 한국경제연구위원, 동반성장위원회 제2대 위원장), 이재후(변호사), 이상주(삼성그룹 전무, 사위), 김승유(전 하나은행장), 류우익(전 대통령실장-2010년에 이사 사퇴)
- 감사 - 김창대(기업인, 이 대통령 후원회인 ‘명사랑’ 회장[9]), 주정중('세풍사건'으로 구속[10], 전 중부지방국세청장)

## 부족한 장학금에 대한 논란
재단이 장학금을 제대로 주지 못하는 근본적인 이유는 이 전 대통령이 떠넘긴 빚 때문이라는 문제가 제기되고 있다. 2008년 이 전 대통령은 서초구 건물과 토지를 담보로 우리은행으로부터 30억원을 빌려 천신일 전 세중나모 회장에게 진 빚을 갚았는데, 재단설립시에 이 건물을 재단에 출연하면서 은행대출까지 함께 떠넘겼으며, 재단은 이 전 대통령의 빚을 갚기 위해 은행에서 50억원을 대출해 이 전 대통령의 빚을 갚았다.
청계재단의 '2013년 결산공시'에 따르면, 재단이 학생들에게 준 장학금 액수가 2012년 4억6060만원에서 2013년 4억5395만원으로 줄었는데, 2010년에는 6억1915만원이었으나 2011년에 4050만원을 줄였고 2012년엔 1억1908만원으로 줄었다. 이 시기에 재단은 은행대출금 이자로 2010년 2억6372만원, 2011년 2억7950만원, 2012년 2억9170만원, 2013년 2억2719만원을 지출했다(4년간 10억6211만원).
청계재단은 애초에 2012년 9월까지 빚을 갚겠다고 했으나 상환 기한을 2015년 11월까지로 연장했다. 430억원에 이르는 자산의 일부를 팔아 빚을 갚는 방법이 있지만, 재단에서는 부동산 시세가 좋지 않다며 원금상환이나 자산매각을 미루고 있다.